# Felix Zollicoffer
Felix Zollicoffer (ur. 19 maja 1812, zm. 19 stycznia 1862) – amerykański dziennikarz, gazeciarz, trzykrotny kongresmen z Tennessee, a także konfederacki generał brygady podczas wojny secesyjnej. Był pierwszym generałem konfederatów, który zginął w zachodnim teatrze wojny.